# Tamara Horacek
Tamara Horaček (született: Pozsega, 1995. november 5. –) olimpiai ezüstérmes, világbajnok horvát születésű francia válogatott kézilabdázó, a szlovén RK Krim Ljubljana játékosa.

## Pályafutása

### Klubcsapatokban
Pályafutását a Metz Handball csapatában kezdte, ahol korábban édesanyja, Vesna is játszott. A felnőtt csapatban a 2013-2014 szezonban mutatkozott be, 10 mérkőzést és 5 gólt szerzett az idény végén bajnoki címet ünneplő együttesben. A következő idényben Jérémy Roussel vezetőedző rendszeresen számított a játékára, azonban 2014 októberében súlyos sérülést szenvedett és közel hat hónapos kihagyásra kényszerült. 2017 nyaráig volt a klub játékosa, akikkel három bajnoki címet nyert, majd az akkor még Issy néven szereplő Paris 92 csapatához igazolt. 2018. november 7-én súlyos térdsérülést szenvedett. A 2020-2021-es szezontól a Siófok KC játékosa. A szezon végén a még két évig érvényes szerződését felbontotta a siófoki csapattal, és visszatért Franciaországba, korábbi csapatához, a Metz Handballhoz igazolt. A Metz csapatával 2022-ben és 2023-ban megnyerte a francia bajnokságot, 2022-ben és 2023-ban pedig a Francia Kupát. 2023 nyarától a Nantes játékosa.

### A válogatottban
Részt vett a 2014-es junior-világbajnokságon, ahol a francia korosztályos csapat az 5. helyen végzett. 2016 májusában először hívták meg a felnőtt válogatott keretébe, majd 2016 júniusában Izland ellen be is mutatkozhatott a nemzeti csapatban. A 2016-os riói olimpián a tartalékok közt szerepelt, majd az Oroszország elleni döntő előtt a sérült Chloé Bulleux helyett őt nevezte a keretbe Olivier Krumbholz szövetségi kapitány. A fináléban pár perc játéklehetőséget kapott, a franciák ezüstérmesek lettek a játékokon. Tagja volt az év végén Európa-bajnoki bronzérmes válogatottnak is. A 2021-es világbajnokságon ezüstérmes lett.

## Sikerei, díjai
- Francia bajnok: 2014, 2016, 2017
- Francia Köztársaság Nemzeti Érdemrendje[16]